# NeuerMarkt
Das Stadtquartier NeuerMarkt ist eine gemischt genutzte Immobilie in der Innenstadt von Neumarkt in der Oberpfalz und umfasst die Nutzungen Einkaufszentrum, Kino, Hotel, Fitnessstudio,  BayernLab, Büro-, Praxis- und Dienstleistungsflächen sowie eine Parkgarage.

## Allgemeines
Das Stadtquartier befindet sich am Unteren Tor nördlich der Altstadt an der Kreuzung Dammstraße, Nürnberger Straße und Kurt-Romstöck-Ring und bildet damit eine Fortsetzung des Oberen und Unteren Markts als Haupteinkaufstraßen.

## Geschichte

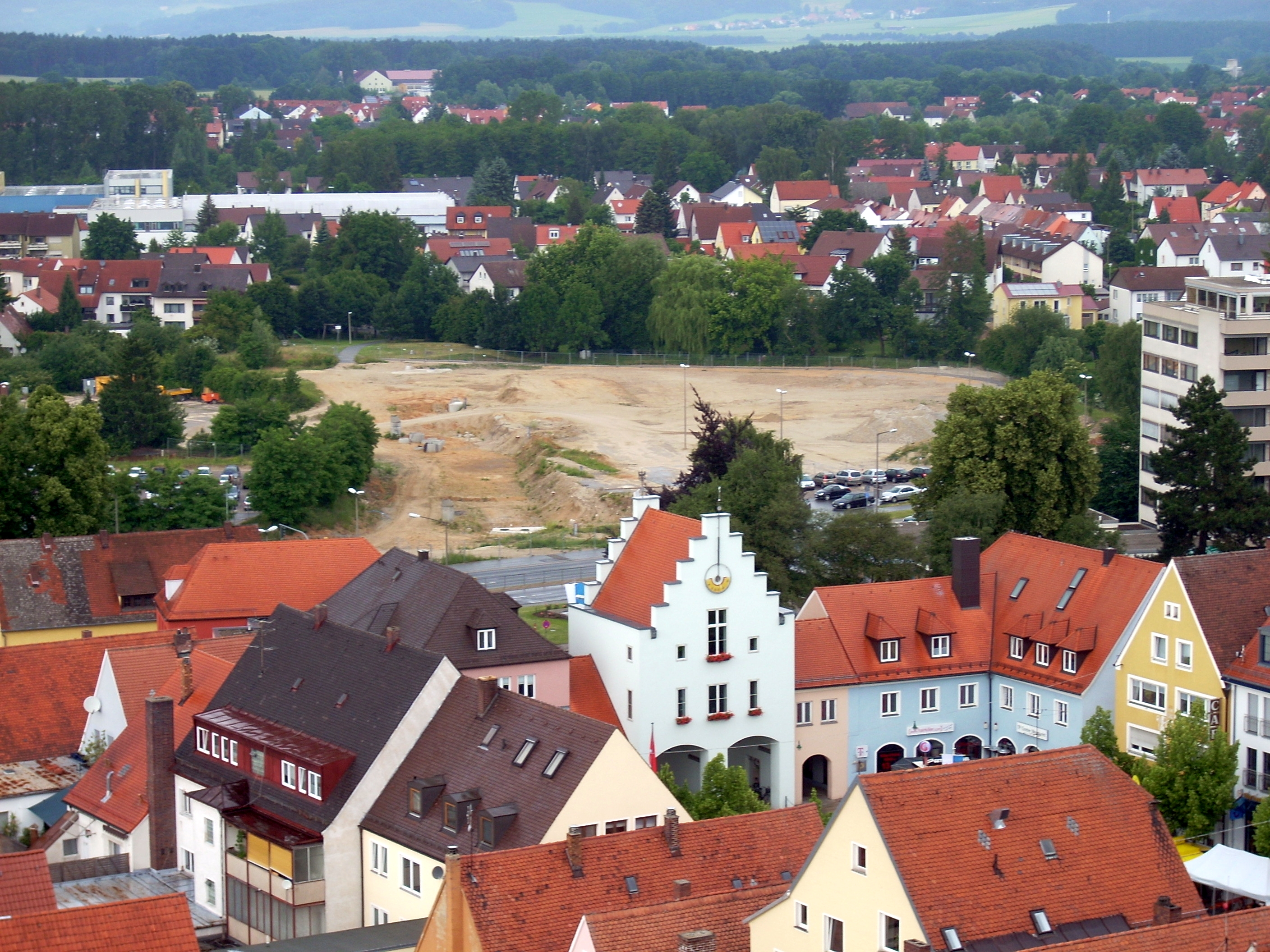
Das Areal am Unteren Tor in den 2000er Jahren

Auf dem Gelände befanden sich zuvor der städtische Schlachthof und eine Tankstelle, später auch eine Discounter-Filiale sowie ein Parkhaus. In Zusammenhang mit der Landesgartenschau 1998 in Neumarkt wurde erstmals über eine Neugestaltung des Areals nachgedacht. Damals aufgestellte Pläne zur Errichtung eines Einkaufszentrums wurden jedoch durch einen Bürgerentscheid gestoppt. Anschließend wurde das Gelände mehrere Jahre lang nicht genutzt. 2009 erwarb die Firmengruppe Max Bögl das rund 28.000 m² große Areal und begann mit der Projektentwicklung.
Trotz in der Öffentlichkeit kontrovers diskutierter Planungen stimmten in einem Bürgerentscheid 88,94 % der Bürger für das Projekt. Der Spatenstich erfolgte am 7. März 2014, das Richtfest wurde am 27. Februar 2015 gefeiert und die Eröffnung war am 17. September 2015, das Hotel eröffnete am 24. Januar 2016.

## Lage und Erreichbarkeit
Das Stadtquartier „NeuerMarkt“ liegt an der Kreuzung Unteres Tor, einem der Verkehrsknotenpunkte der Stadt, und auch in direkter Nachbarschaft zur Altstadt. Altstadt und „NeuerMarkt“ sind durch eine unterirdische Fußgänger-Passage miteinander verbunden. Die Parkgarage ist zudem in das örtliche Parkleitsystem integriert. Am Stadtquartier befinden sich die Haltestellen „Neuer Markt“ und „Nürnberger Straße“, die vom Stadtbus Neumarkt bedient werden.

## Nutzungen

### Einkaufszentrum
Herzstück des Stadtquartiers ist das Einkaufszentrum mit 14.000 m² Verkaufsfläche. Auf zwei Ebenen befinden sich 54 Einheiten, darunter Geschäfte, Gastronomie- und Dienstleistungsflächen.

### Kino
In Objekt integriert ist das Cineplex Neumarkt mit 7 Leinwänden und 846 Sitzplätzen.

### Hotel
Das 4-Sterne-Hotel Park Inn by Radisson verfügt über 105 Zimmer unterschiedlicher Kategorien und Tagungs- und Veranstaltungsräume für bis zu 300 Personen.

### Fitnessstudio
Im September 2017 eröffnete ein Fitnessstudio der Kette „Jumpers“.

### BayernLab
Im März 2019 wurde im Objekt zudem das BayernLab Neumarkt i.d.OPf. eröffnet.